# William J. Clinton Presidential Center and Park
William J. Clinton Presidential Center and Park – ośrodek naukowo-kulturalno-edukacyjny w Little Rock w stanie Arkansas, w Stanach Zjednoczonych, stanowiący bibliotekę prezydencką Billa Clintona, sprawującego urząd prezydenta USA w latach 1993–2001.

## Historia
Zgodnie z ugruntowaną praktyką dotyczącą budowy bibliotek prezydenckich, pierwsze prace związane z wyborem miejsca czy wykonawców miały miejsce jeszcze w trakcie urzędowania prezydenta Clintona, począwszy od 1997 roku, natomiast sama budowa rozpoczęła się już po zakończeniu jego kadencji, a dokładniej w grudniu 2001 roku. Całkowity koszt budowy wyniósł 165 milionów dolarów i został, zgodnie z przepisami o bibliotekach prezydenckich, sfinansowany z krajowych i zagranicznych środków prywatnych, których zbiórkę koordynowała Fundacja Clintona. Ziemię pod budowę kompleksu przekazały nieodpłatnie władze samorządowe miasta Little Rock, natomiast niektóre prace związane z rewitalizacją okolicy sfinansowano z budżetu stanu Arkansas.
Ceremonia otwarcia kompleksu miała miejsce 18 listopada 2004 roku, niespełna trzy lata po rozpoczęciu budowy. Oprócz samego Clintona, wziął w niej udział urzędujący prezydent USA George W. Bush oraz byli prezydenci Jimmy Carter i George H.W. Bush, którego Clinton pokonał w wyborach w 1992 roku. Obecnych było również wielu amerykańskich celebrytów, a także ok. 30 tysięcy obywateli.

## Architektura
Centrum składa się z kilku budynków położonych bezpośrednio nad rzeką Arkansas, tuż obok autostrady międzystanowej nr 30. Łączna powierzchnia działki wynosi ok. 14,1 ha, zaś na jej terenie wcześniej znajdowała się m.in. nieczynna stacja kolejowa oraz fragment nieużywanej linii kolejowej, w tym most kolejowy na rzece. Podczas budowy biblioteki prezydenckiej stacja została poddana gruntownej renowacji i obecnie służy jako budynek biurowo-dydaktyczny, w którym mieszczą się Szkoła Służby Publicznej im. Billa Clintona oraz Instytut Polityki Publicznej im. Billa Clintona – obie te jednostki stanowią część University of Arkansas. Oprócz nich w budynku stacji swoje biura ma też fundacja założona przez Billa Clintona po opuszczeniu Białego Domu.
Podczas budowy centrum wzniesiono też dwa zupełnie nowe budynki: budynek główny i archiwum. Budynek główny liczy pięć pięter, przy czym dla zwiedzających i gości dostępne są cztery niższe z nich. Znajduje się tam m.in. 1900 m² powierzchni wystawienniczej, gdzie urządzono muzeum prezydentury Clintona, restauracja, sale dydaktyczne dla odwiedzających bibliotekę prezydencką grup szkolnych, sala projekcyjna na 80 osób oraz duża sala bankietowa, używana podczas rozmaitych uroczystości. Najwyższy poziom budynku przeznaczony jest m.in. do użytku prywatnego przez prezydenta Clintona w czasie jego pobytów w bibliotece – ma on tam do dyspozycji apartament o powierzchni 190 m².
Budynek archiwum składa się z części podziemnej i nadziemnej. Półki z przechowywanymi dokumentami zlokalizowano w obszernych podziemiach, aby uchronić je przed negatywnym wpływem promieniowania ultrafioletowego zawartego w świetle dziennym. W części na powierzchni znajduje się m.in. czytelnia. Centrum otacza tzw. park prezydencki, stworzony w miejscu dawnej dzielnicy poprzemysłowej. Na terenie parku znajdują się m.in. amfiteatr, arboretum, plac zabaw dla dzieci oraz ogrody. Przewidziano również część, która w przyszłości może posłużyć jako miejsce pochówku Clintona, choć były prezydent nie podjął jeszcze ostatecznej decyzji, czy życzy sobie być pochowanym na terenie swojej biblioteki (jak wielu innych byłych prezydentów), czy też w innym miejscu.
Całość prac architektonicznych wykonała nowojorska pracownia Polshek Partnership, zaś funkcję głównych architektów pełnili James Polshek i Richard Olcott. Ekspozycję muzealną zaprojektowana specjalizująca się w tego rodzaju realizacjach firma Ralph Appelbaum Associates.

## Kolekcja
Centrum Clintona zajmuje obecnie pierwsze miejsce wśród wszystkich amerykańskich bibliotek prezydenckich pod względem liczby zgromadzonych archiwaliów. Łączna objętość zgromadzonych dokumentów papierowych wynosi 1010,5 m³. W skład kolekcji wchodzi 80 mln stron dokumentów, 21 mln wiadomości e-mail, 2 mln zdjęć oraz 79 tysięcy eksponatów rzeczowych.
W części ekspozycyjnej biblioteki znajdują się m.in. repliki Gabinetu Owalnego oraz Sali Gabinetu, dwóch kluczowych pomieszczeń Zachodniego Skrzydła Białego Domu, gdzie urzęduje prezydent. W obu przypadkach są to repliki z zachowaniem oryginalnych rozmiarów oraz wystroju, jaki pomieszczenia te miały w czasie prezydentury Clintona. Na terenie muzeum można obejrzeć również m.in. używaną przez Clintona pancerną limuzynę prezydencką.

## Galeria

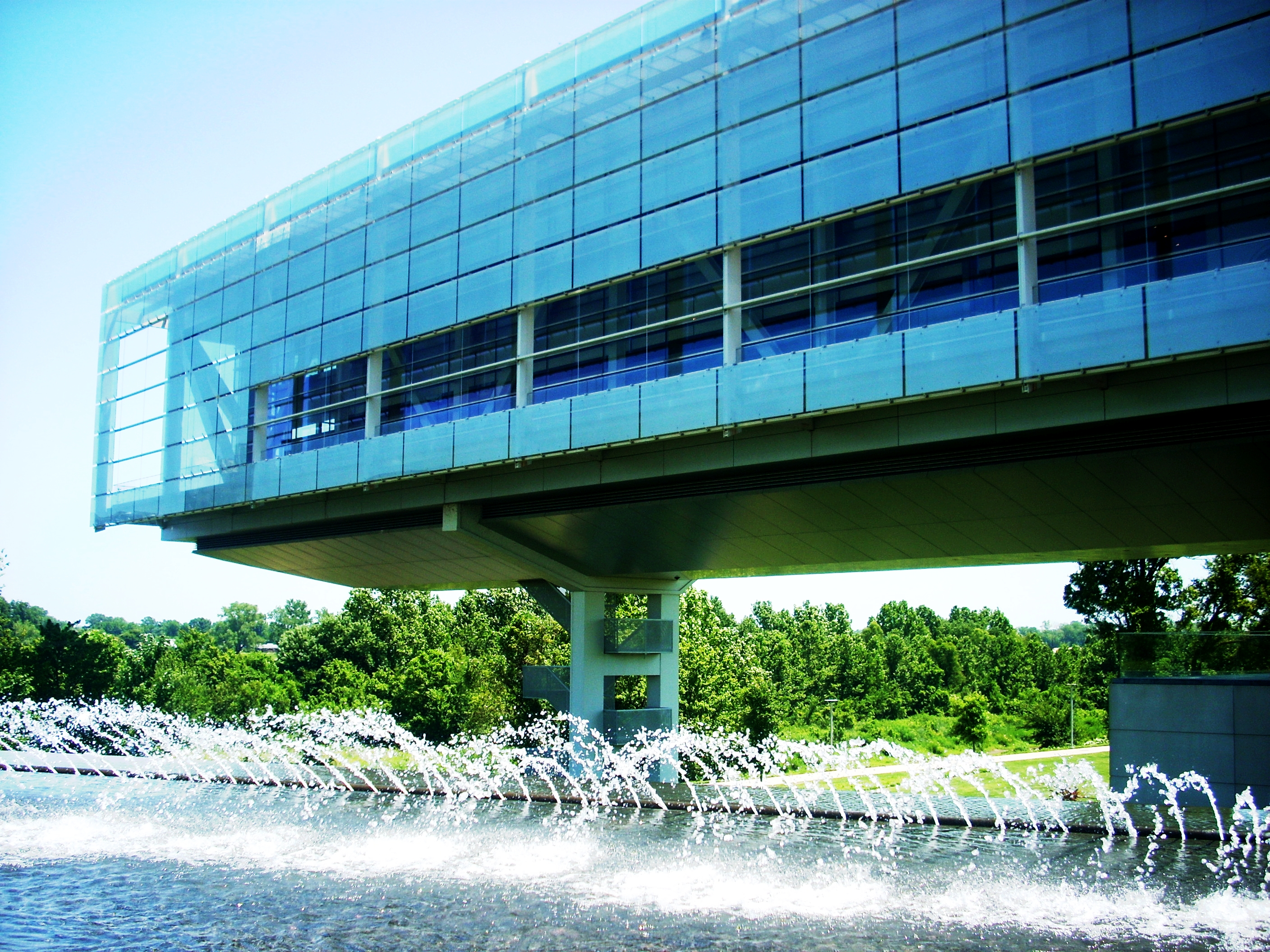
Jedno ze skrzydeł budynku głównego
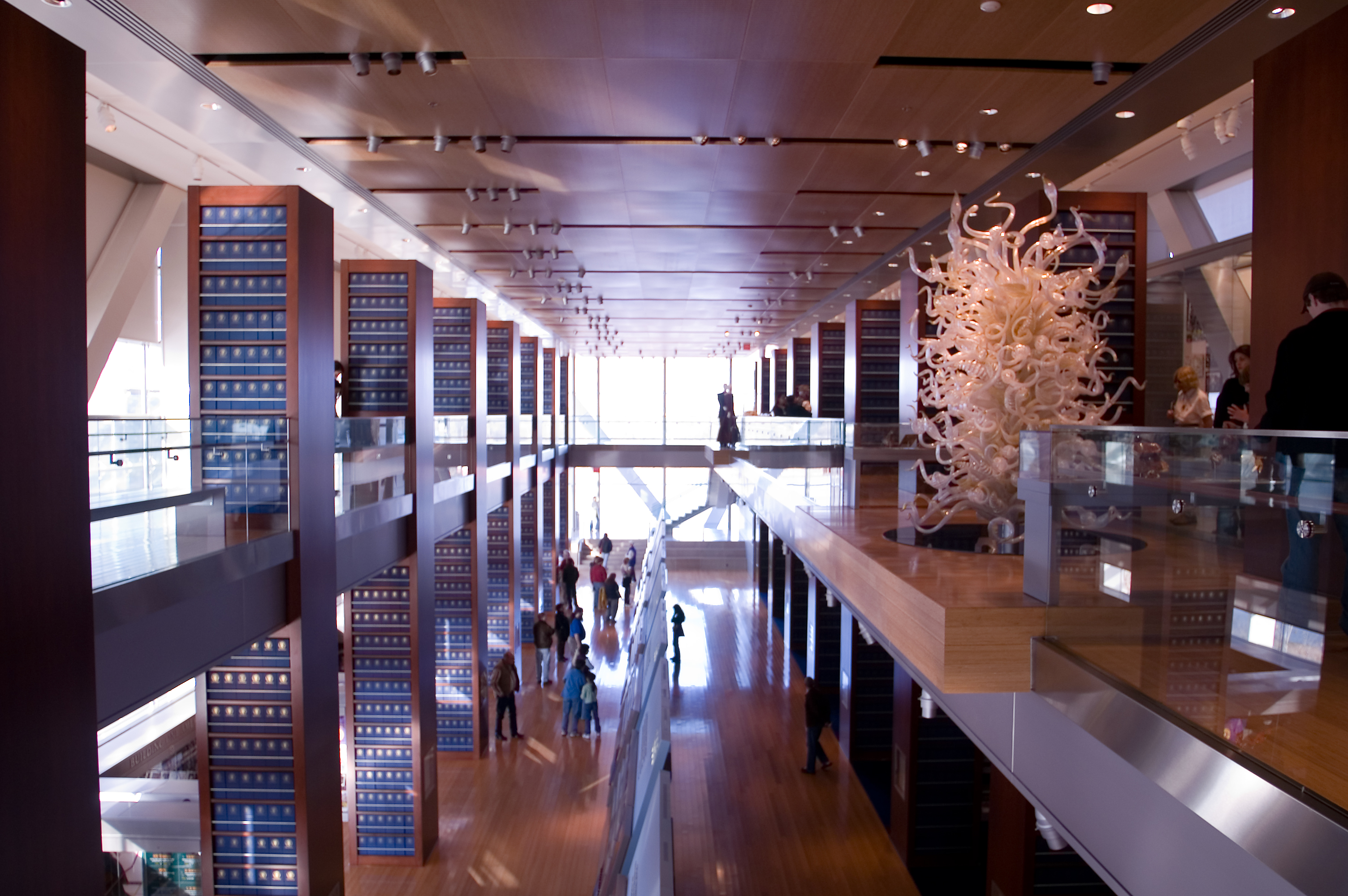
Hol budynku głównego
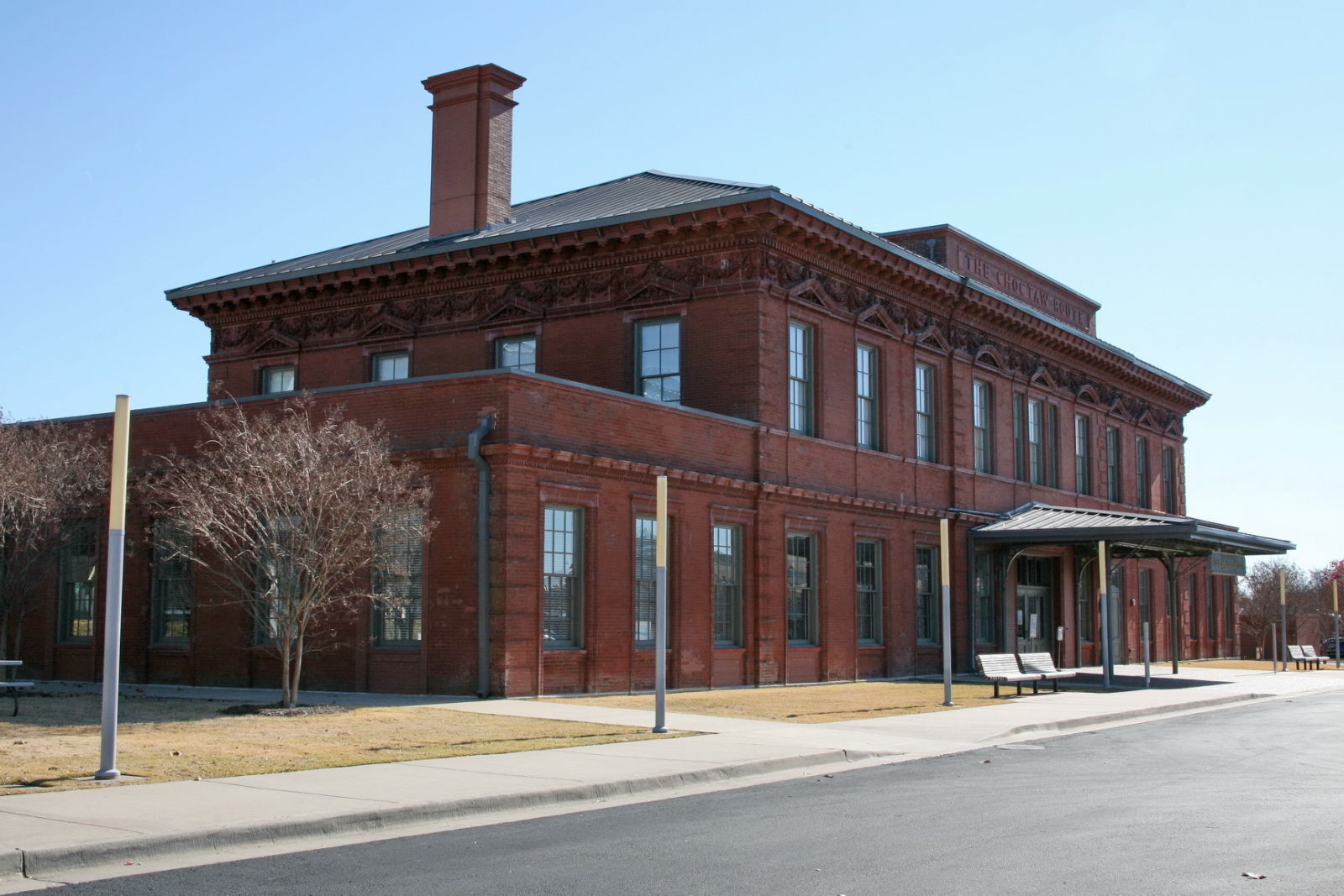
Budynek dawnej stacji kolejowej
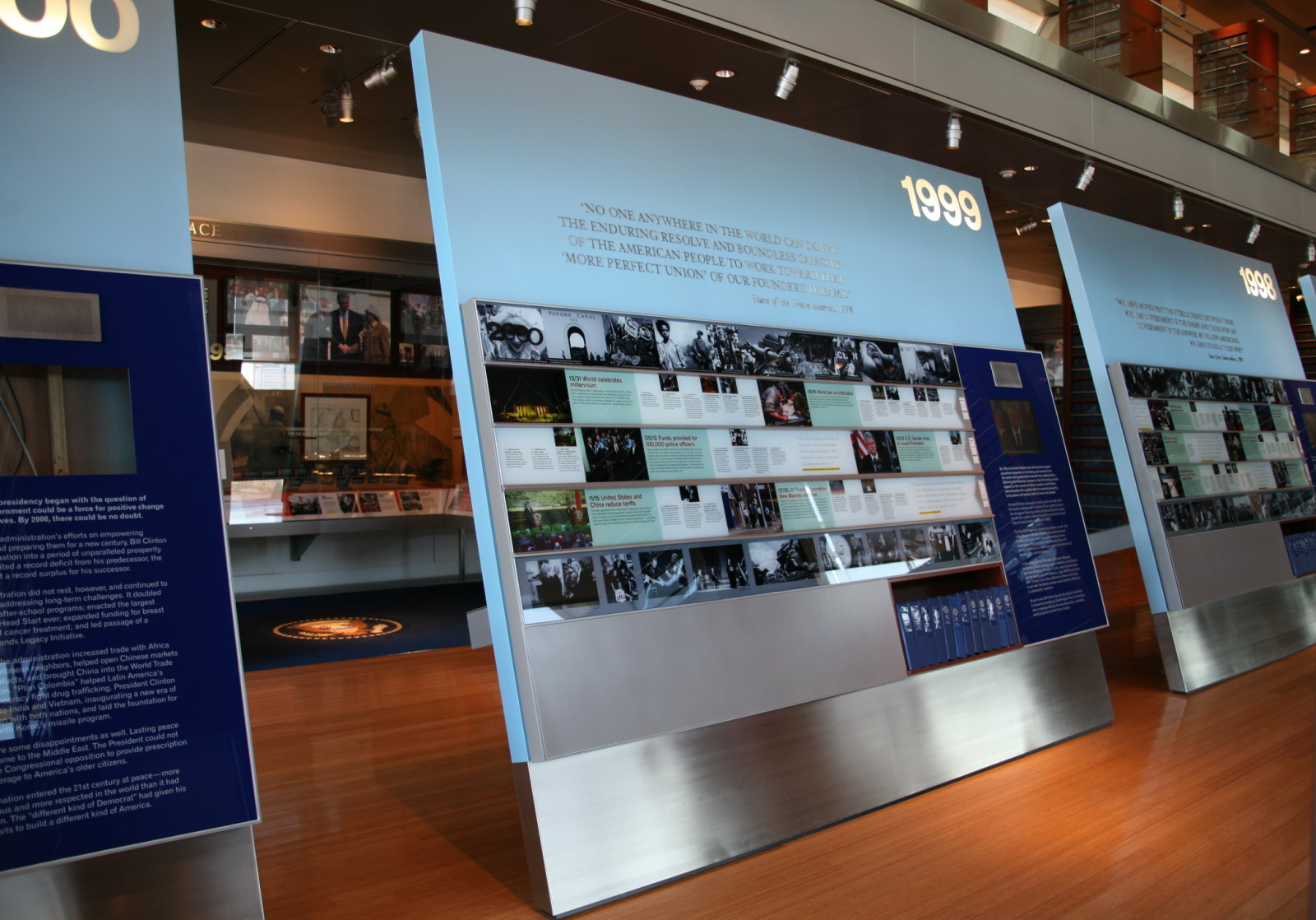
Fragment ekspozycji obrazujący najważniejsze wydarzenia z kolejnych lat prezydentury Clintona
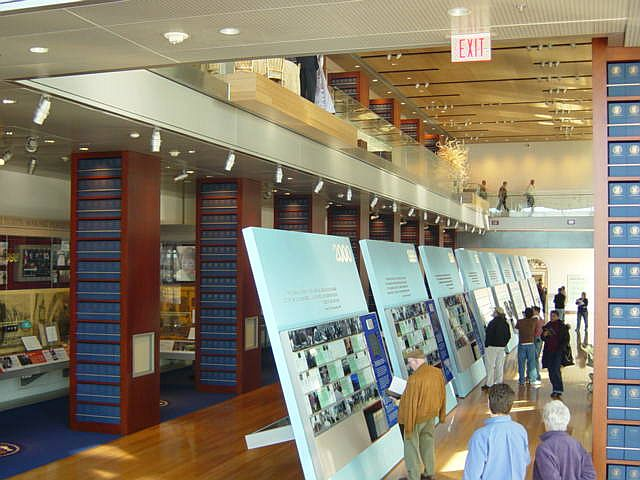
Część muzealna